# Sông Ea Krông Hding
Ea Krông Hding hay Ea Krông H'Ding, còn gọi là Ea Krông Jing, là phụ lưu bên bờ phải của Ea Krông H'Năng trong hệ thống sông Ba.
Ea Krông Hding chảy ở huyện M'Drắk tỉnh Đắk Lắk, Việt Nam .

## Chỉ dẫn
1. ↑  Trong tiếng các dân tộc thuộc nhóm ngôn ngữ Môn-Khmer ở Tây Nguyên và trong tiếng Việt cổ (trước thế kỷ 16, xem Chữ Nôm) thì "đăk" đã có nghĩa là nước, sông, suối, còn "krông" nghĩa là sông. Trong tiếng một số dân tộc Tây Nguyên khác thì "ea"/"ia" có nghĩa là nước, sông, suối.